# Oberhinkofen

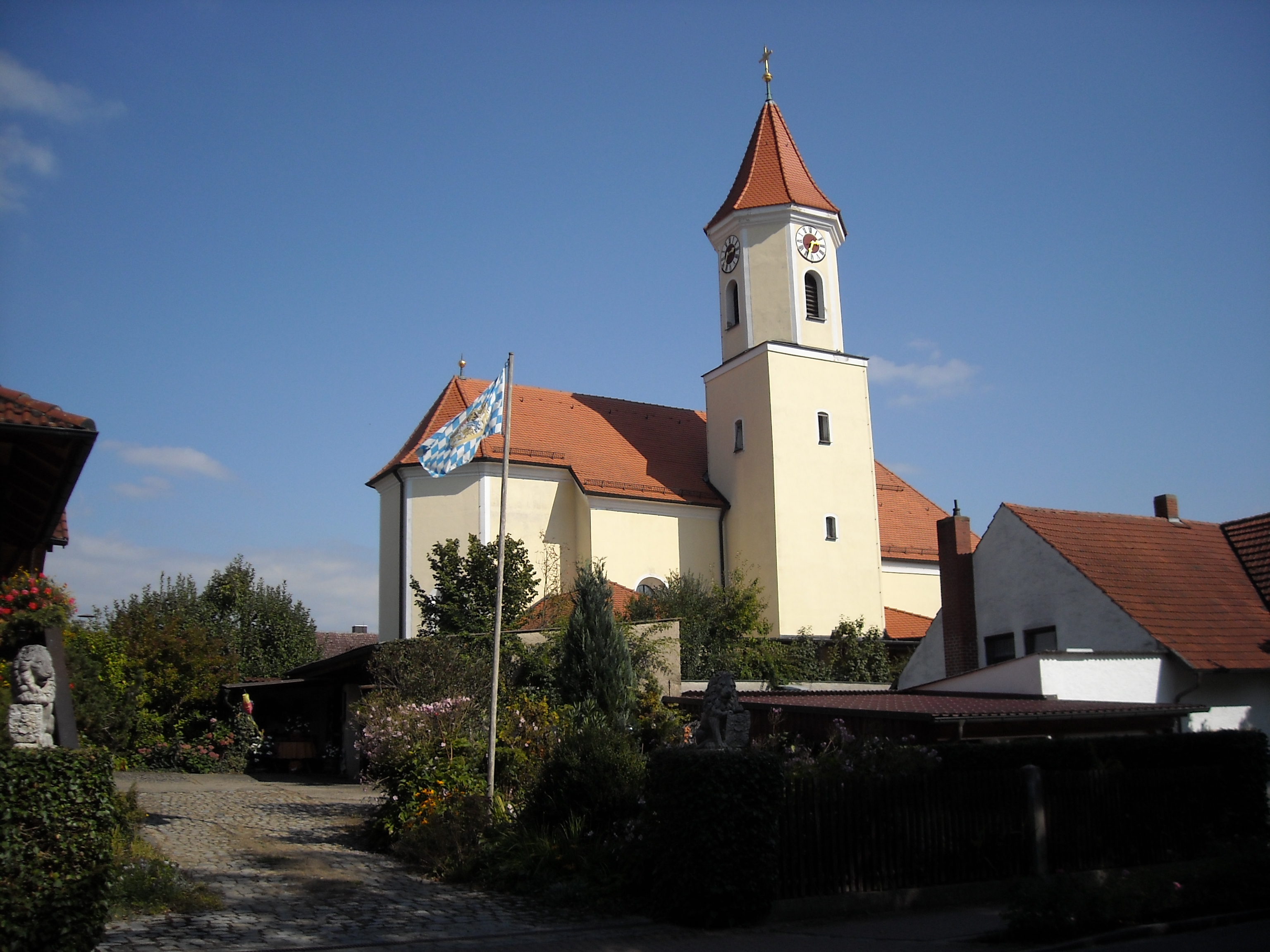
Kirche St. Michael in Oberhinkofen

Oberhinkofen ist ein Gemeindeteil mit 1.079 Einwohnern (Stand: 31. Dezember 2011) der Gemeinde Obertraubling im Landkreis Regensburg in Bayern.
Das Kirchdorf liegt auf der gleichnamigen Gemarkung und wird vom Litzelbach durchflossen.

## Geschichte

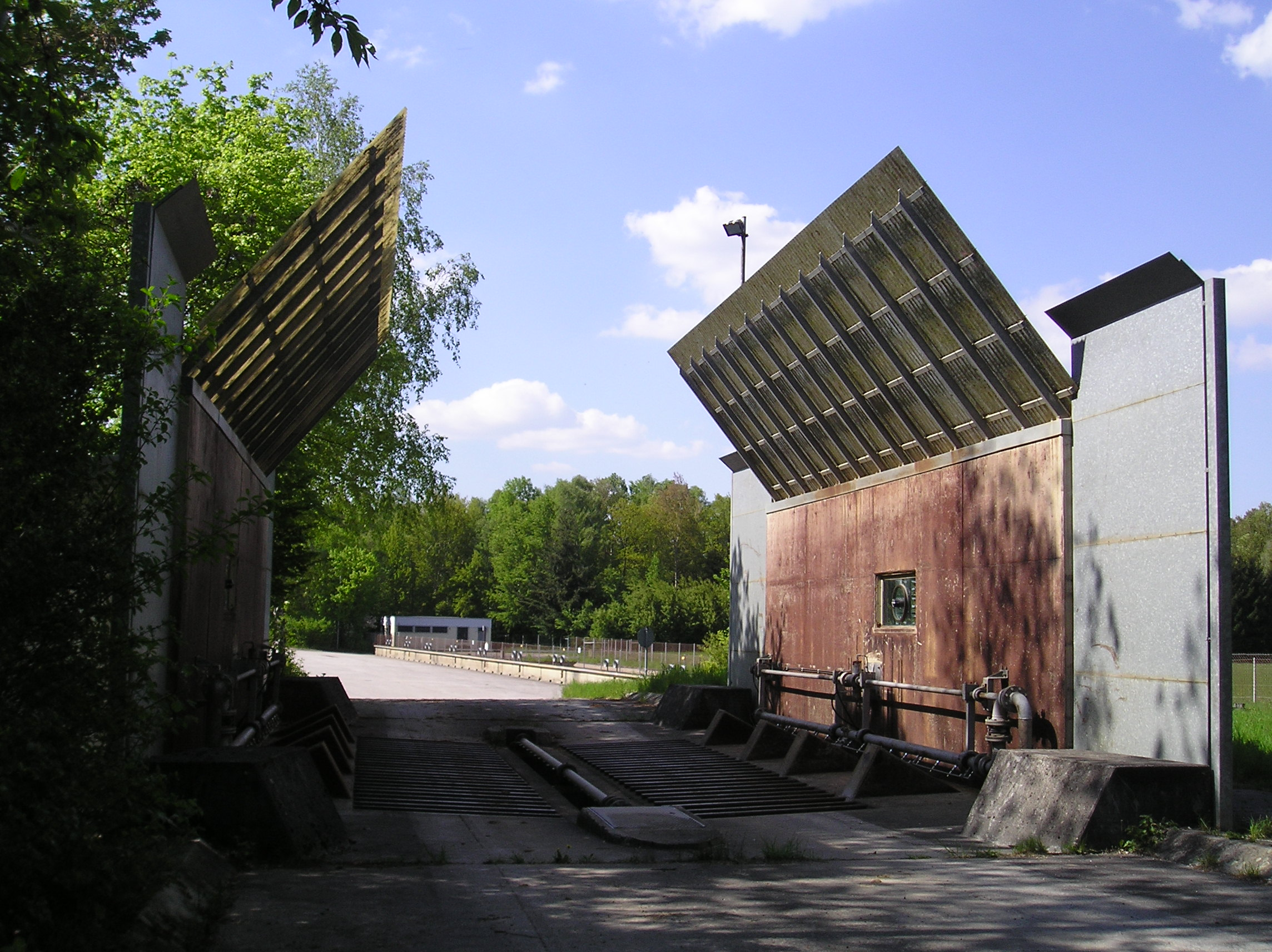
Stillgelegte Panzerwaschanlage am ehemaligen Standortübungsplatz (Mai 2008)

Im frühen Mittelalter wurde Oberhinkofen vom Benediktinerkloster Prüll, später vom Benediktinerinnenkloster Mittelmünster in Regensburg betreut. 
Von 1589 bis 1780 gehörte Oberhinkofen zum Jesuitenkolleg Sankt Paul in Regensburg. Danach formte es mit Wolkering eine Pfarrei. Seit 1817 gehört Oberhinkofen zur Pfarrei Obertraubling. Am 1. Januar 1972 wurde die bis dahin selbständige Gemeinde Oberhinkofen, etwa 404 Hektar groß und aus den beiden Gemeindeteilen Oberhinkofen und Scharmassing bestehend, nach Obertraubling eingemeindet.
Südwestlich des Ortes lag der „Standortübungsplatz Oberhinkofen“, der von den Regensburger Kasernen genutzt wurde. Seit 2011 wurden Geländeteile von der Bundeswehr an die Bundesanstalt für Immobilienaufgaben (BImA) übergeben. 560 Hektar wurden 2013 zum „Nationalen Naturerbe“ erklärt und nun von der Deutschen Bundesstiftung Umwelt (DBU) verwaltet.

## Kultur und Sehenswürdigkeiten

### Bauwerke
- Katholische Kirche Sankt Michael: Die Kirche wird erstmals 1508 erwähnt. Die heutige Kirche stammt aber im ältesten Teil aus dem ausgehenden 17. Jahrhundert. Der 32 Meter hohe Turm bekam 1900 anstatt der barocken Zwiebelhaube einen Spitzhelm.

### Museum
- Heimat- und Bauernmuseum

## Vereine
- Freiwillige Feuerwehr Oberhinkofen
- Schützenverein Eichenlaub
- FC Oberhinkofen
- OGV Oberhinkofen
- Männerabend e.V.